# Selezioni giovanili della nazionale femminile di pallavolo del Messico
Le selezioni giovanili della nazionale femminile di pallavolo del Messico sono gestite dalla federazione pallavolistica del Messico (FMVB) e partecipano ai tornei pallavolistici internazionali per squadre nazionali femminili limitatamente a specifiche classi d'età.

## Under 23
La selezione nazionale under 23 rappresenta il Messico nelle competizioni internazionali dove il limite di età è di 23 anni.
| 2013 | 11º posto       |
| 2015 | non qualificata |
| 2017 | non qualificata |

| 2012 | non qualificata |
| 2014 | 5º posto        |
| 2016 | non qualificata |
| 2018 | 4º posto        |
| 2021 | 2º posto        |
| 2023 | 2º posto        |
| 2024 | 3º posto        |
| 2025 | 3º posto        |

| 2021 | 6º posto |
| 2025 | 2º posto |

## Under 21
La selezione nazionale under 21 rappresenta il Messico nelle competizioni internazionali dove il limite di età è di 21 anni.
| 2023 | 8º posto  |
| 2025 | 23º posto |

| 2024 | 5º posto |

| 2022 | 3º posto |
| 2023 | 2º posto |

## Under 20
La selezione nazionale under 20 (sostituita a partire dal 2022 dall'under 21) rappresentava il Messico nelle competizioni internazionali dove il limite di età era di 20 anni.
| 1977 | 6º posto        |
| 1981 | 4º posto        |
| 1985 | 11º posto       |
| 1987 | non qualificata |
| 1989 | 16º posto       |
| 1991 | non qualificata |
| 1993 | 13º posto       |
| 1995 | non qualificata |
| 1997 | non qualificata |
| 1999 | 9º posto        |
| 2001 | non qualificata |
| 2003 | non qualificata |
| 2005 | non qualificata |
| 2007 | non qualificata |
| 2009 | 8º posto        |
| 2011 | non qualificata |
| 2013 | 15º posto       |
| 2015 | 15º posto       |
| 2017 | 13º posto       |
| 2019 | 10º posto       |
| 2021 | non qualificata |

| 1998 | 2º posto |
| 2000 | 3º posto |
| 2002 | 5º posto |
| 2004 | 6º posto |
| 2006 | 6º posto |
| 2008 | 6º posto |
| 2010 | 4º posto |
| 2012 | 2º posto |
| 2014 | 4º posto |
| 2016 | 5º posto |
| 2018 | 3º posto |

| 2011 | 4º posto        |
| 2013 | 1º posto        |
| 2015 | 4º posto        |
| 2017 | non qualificata |
| 2019 | non qualificata |

## Under 19
La selezione nazionale under 19 rappresenta il Messico nelle competizioni internazionali dove il limite di età è di 19 anni.
| 2023 | 18º posto |
| 2025 | 12º posto |

| 2022 | 5º posto |
| 2023 | 2º posto |

## Under 18
La selezione nazionale under 18 (sostituita a partire dal 2022 dall'under 19) rappresentava il Messico nelle competizioni internazionali dove il limite di età era di 18 anni.
| 1989 | non qualificata |
| 1991 | non qualificata |
| 1993 | 9º posto        |
| 1995 | 11º posto       |
| 1997 | non qualificata |
| 1999 | non qualificata |
| 2001 | non qualificata |
| 2003 | non qualificata |
| 2005 | non qualificata |
| 2007 | 13º posto       |
| 2009 | 9º posto        |
| 2011 | 12º posto       |
| 2013 | 18º posto       |
| 2015 | 15º posto       |
| 2017 | 18º posto       |
| 2019 | 18º posto       |
| 2021 | 13º posto       |

| 1998 | non qualificata |
| 2000 | ?               |
| 2002 | non qualificata |
| 2004 | 3º posto        |
| 2006 | 5º posto        |
| 2008 | 2º posto        |
| 2010 | 2º posto        |
| 2012 | 3º posto        |
| 2014 | 3º posto        |
| 2016 | 3º posto        |
| 2018 | non qualificata |

| 2011 | 2º posto        |
| 2013 | non qualificata |
| 2015 | 6º posto        |
| 2017 | 5º posto        |
| 2019 | 3º posto        |

## Under 17
La selezione nazionale under 17 rappresenta il Messico nelle competizioni internazionali dove il limite di età è di 17 anni.
| 2024 | 8º posto |

| 2023 | 1º posto |

| 2024 | 5º posto |